# کوین هارتمن
کوین هارتمن (انگلیسی: Kevin Hartman؛ زادهٔ ۲۵ مهٔ ۱۹۷۴) یک بازیکن فوتبال اهل ایالات متحده آمریکا است.
وی همچنین در تیم ملی فوتبال ایالات متحده آمریکا بازی کرده است.